# Danny Atar

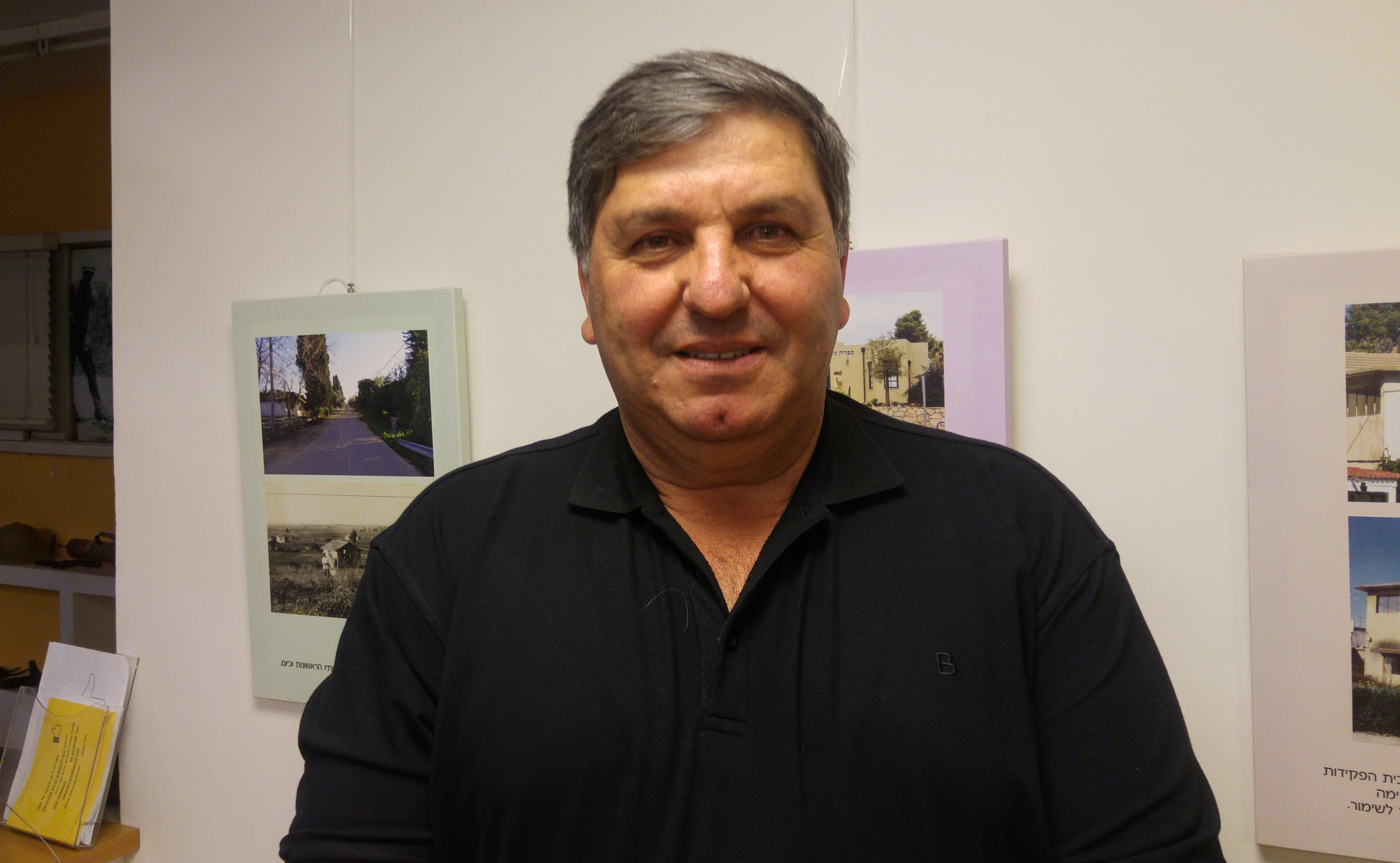
Danny Atar, 2017

Danny Atar (hebräisch דני עטר, * 5. Januar 1958 in Afula) ist ein israelischer Politiker der Awoda.

## Leben
Während seiner Militärzeit nahm er am Libanonkrieg 1982 teil und stieg in seiner militärischen Laufbahn bis zum Oberstleutnant auf. Atar wurde Mitglied der Regionalverwaltung von Gilboa. Aatar studierte Politikwissenschaften am Yezreel Valley College und Moderne Nahostwissenschaften an der Tel Aviv University. Seit Mai 2015 ist Atar Abgeordneter in der Knesset. Atar ist verheiratet, hat drei Kinder und wohnt in Gan Ner.